# كارين مولر
كارين مولر (بالألمانية: Karin Holm-Müller)  (و. 1957 –  م) هي عالمة اقتصاد، ومؤلفة، وأستاذة جامعية، من ألمانيا، ولدت في اكرنفورده.

## مناصب وهيئات
أدارت جامعة بون.